# Rocchetta di Piazza
La Rocchetta di Piazza es un edificio histórico de la ciudad de Cesena, Emilia-Romaña (Italia), históricamente considerado un palacio, ubicado en plena Piazza del Popolo.
La construcción consta en la actualidad de un extenso muro de ladrillos, de más de 20 metros de altura, que comunica con la Loggetta Veneziana y el Torrione del Nuti. La parte exterior de la muralla lleva una inscripción con la cita de Dante, quien se refería a Cesena en su canto XXVII del Infierno, y el escudo de armas de Lorenzo Zane, patriarca y gobernador pontificio en el momento de la construcción.

## Historia

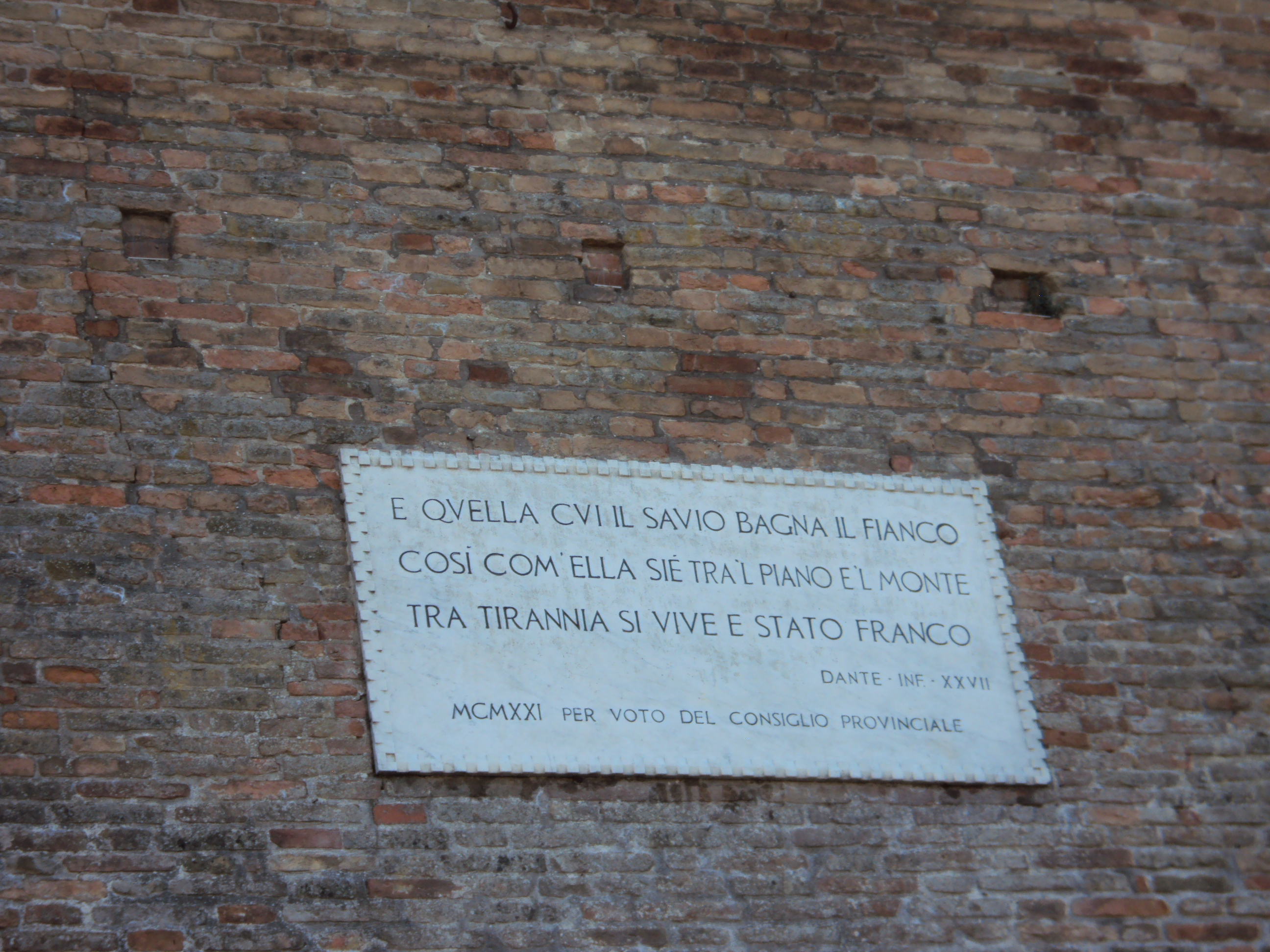
Placa con la cita de Dante sobre Cesena, en la muralla de la Rocchetta di Piazza

A principios de la época de los Malatesta, el único palacio adyacente al Palazzo del Governatore (hoy Palazzo Comunale o Palazzo Albornoz) era el Palazzo Antico (Palacio Antiguo), más conocido por su nombre en latín, Palatium Vetus, un edificio que sirvió de residencia para los señores locales.
En 1466, por voluntad del papa Pablo II y su representante, Lorenzo Zane, el edificio se extendió para convertirse, junto con otras construcciones, en el actual palacio.

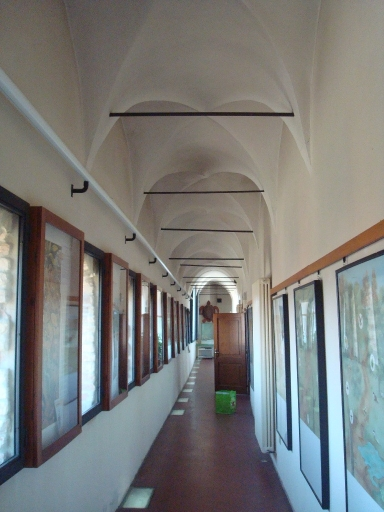
Pasillo-galería del Museo de Ciencias Naturales

El Torrione del Nuti, un torreón de forma poligonal construido por el arquitecto Matteo Nuti en colaboración con Angelo Bucci, es el elemento más destacado del conjunto Rocchetta-Logetta que da a la  Piazza del Popolo.

## Actualidad
El piso superior de la Rocchetta alberga el Museo de Ciencias Naturales que se extiende hasta las torres de la Loggetta el Torrione. Este museo presenta una colección completa de aves y animales de la región y moluscos del Adriático. La parte del Torrione está dedicada a antiguos dispositivos radioexperimentales.